# شتيفان هاين
شتيفان هاين (بالألمانية: Stephan Hain)‏ (27 سبتمبر 1988 بزفيزيل في ألمانيا - ) هو لاعب كرة قدم ألماني في مركز الهجوم. لعب مع ميونخ 1860 ونادي آوغسبورغ وTSV 1860 Munich II ‏.

## وصلات خارجية
- ستيفان هاين على موقع الاتحاد الأوربي (الإنجليزية)
- ستيفان هاين على موقع قاعدة بيانات كرة القدم.إي يو (الإنجليزية)
- ستيفان هاين على موقع بيانات كرة القدم. دي إي (الألمانية)
- ستيفان هاين على موقع Soccerway.com (الإنجليزية)
- ستيفان هاين على موقع عالم كرة القدم.نت (الإنجليزية)
- ستيفان هاين على موقع AS.com (الإسبانية)